# Polydesmus escherichi
Polydesmus escherichi är en mångfotingart som beskrevs av Karl Wilhelm Verhoeff 1896. Polydesmus escherichi ingår i släktet Polydesmus och familjen plattdubbelfotingar. Inga underarter finns listade i Catalogue of Life.